# 布賴頓種植園 (緬因州)
布賴頓種植園（英語：Brighton Plantation）是位於美國緬因州薩默塞特縣的一個種植園。

## 人口
根據2020年美國人口普查的數據，布賴頓種植園的面積為104.00平方千米，當中陸地面積為102.20平方千米，而水域面積為1.80平方千米。當地共有人口62人，而人口密度為每平方千米0人。